# Anthidiellum absonulum
Anthidiellum absonulum is een vliesvleugelig insect uit de familie Megachilidae. De wetenschappelijke naam van de soort is voor het eerst geldig gepubliceerd in 1932 door Cockerell.
De diersoort komt voor in Zimbabwe.